# Acromyrmex volcanus
Acromyrmex volcanus é uma espécie de inseto do gênero Acromyrmex, pertencente à família Formicidae.